# Пойнт-Бейкер (Аляска)
Пойнт-Бейкер (англ. Point Baker) — переписна місцевість (CDP) в США, в окрузі Принс-оф-Вейлс-Гайдер штату Аляска. Населення — 12 осіб (2020).

## Географія
Пойнт-Бейкер розташований за координатами 56°20′53″ пн. ш. 133°37′0″ зх. д. / 56.34806° пн. ш. 133.61667° зх. д. (56.348132, -133.616794).  За даними Бюро перепису населення США в 2010 році переписна місцевість мала площу 2,28 км², уся площа — суходіл.

## Демографія
Згідно з переписом 2010 року, у переписній місцевості мешкало 15 осіб у 8 домогосподарствах у складі 4 родин. Густота населення становила 7 осіб/км².  Було 18 помешкань (8/км²).
Расовий склад населення:
| - 73,3 % — білих |

До двох чи більше рас належало 26,7 %. Частка іспаномовних становила 6,7 % від усіх жителів.
За віковим діапазоном населення розподілялося таким чином: 6,7 % — особи молодші 18 років, 66,6 % — особи у віці 18—64 років, 26,7 % — особи у віці 65 років та старші. Медіана віку мешканця становила 52,5 року. На 100 осіб жіночої статі у переписній місцевості припадало 114,3 чоловіків;  на 100 жінок у віці від 18 років та старших — 133,3 чоловіків також старших 18 років.
Цивільне працевлаштоване населення становило 18 осіб. Основні галузі зайнятості: освіта, охорона здоров'я та соціальна допомога — 100,0 %.